# Rodrigo de Albornoz
Pour les articles homonymes, voir Albornoz.
 (février 2025).
La mise en forme du texte ne suit pas les recommandations de Wikipédia : il faut le « wikifier ».
Les points d'amélioration suivants sont les cas les plus fréquents :
- Les titres sont pré-formatés par le logiciel. Ils ne sont ni en capitales, ni en gras.
- Le texte ne doit pas être écrit en capitales (les noms de famille non plus), ni en gras, ni en italique, ni en « petit »…
- Le gras n'est utilisé que pour surligner le titre de l'article dans l'introduction, une seule fois.
- L'italique est rarement utilisé : mots en langue étrangère, titres d'œuvres, noms de bateaux, etc.
- Les citations ne sont pas en italique mais en corps de texte normal. Elles sont entourées par des guillemets français : « et ».
- Les listes à puces sont à éviter, des paragraphes rédigés étant largement préférés. Les tableaux sont à réserver à la présentation de données structurées (résultats, etc.).
- Les appels de note de bas de page (petits chiffres en exposant, introduits par l'outil «  Source ») sont à placer entre la fin de phrase et le point final[comme ça].
- Les liens internes (vers d'autres articles de Wikipédia) sont à choisir avec parcimonie. Créez des liens vers des articles approfondissant le sujet. Les termes génériques sans rapport avec le sujet sont à éviter, ainsi que les répétitions de liens vers un même terme.
- Les liens externes sont à placer uniquement dans une section « Liens externes », à la fin de l'article. Ces liens sont à choisir avec parcimonie suivant les règles définies. Si un lien sert de source à l'article, son insertion dans le texte est à faire par les notes de bas de page.
- La présentation des références doit suivre les conventions bibliographiques. Il est recommandé d'utiliser les modèles {{Ouvrage}}, {{Chapitre}}, {{Article}}, {{Lien web}} et/ou {{Bibliographie}}. Le mode d'édition visuel peut mettre en forme automatiquement les références.
- Insérer une infobox (cadre d'informations à droite) n'est pas obligatoire pour parachever la mise en page.

Pour une aide détaillée, merci de consulter Aide:Wikification.
Si vous pensez que ces points ont été résolus, vous pouvez retirer ce bandeau et améliorer la mise en forme d'un autre article.
 (février 2025).
Le contenu est difficilement compréhensible vu les erreurs de traduction, qui sont peut-être dues à l'utilisation d'un logiciel de traduction automatique.
 (février 2025).
Rodrigo de Albornoz (14-15) est un auditeur et un fonctionnaire colonial en Nouvelle-Espagne pendant le gouvernement d'Hernán Cortés et avant la nomination du premier vice-roi. Il fit partie des triumvirats qui gouvernèrent la colonie pendant plusieurs courtes périodes entre 1524 et 1528, en l'absence de Cortés.

## Avant d'assumer l'autorité en Nouvelle-Espagne
Albornoz serait arrivé au Mexique pour la première fois en 1519 avec l'expédition de Pánfilo de Narváez, envoyée pour imposer le contrôle royal sur Hernán Cortés et les premiers conquistadors. Il était secrétaire de l'empereur Charles Quint lorsque ce dernier le nomma contador (comptable ou auditeur) de la Nouvelle-Espagne le 15 octobre 1522.
Lorsque le roi d'Espagne Charles Ier (également empereur romain germanique Charles Quint) accorda à Hernán Cortés les titres de gouverneur et de capitaine général de la Nouvelle-Espagne en 1522, il nomma également cinq responsables pour superviser le gouvernement de Cortés. Ces derniers étaient : Alonso de Estrada comme trésorier, Gonzalo de Salazar comme facteur ou percepteur d'impôts, Albornoz comme auditeur, Pedro Almíndez Chirino comme inspecteur, et le licencié Alonso de Zuazo comme justicia mayor ou assesseur. Ils arrivèrent en Nouvelle-Espagne en 1524 et formèrent le Tribunal de Cuentas (tribunal des comptes). Ce fut le premier bureau de finances publiques établi en Nouvelle-Espagne. Cristóbal de Oñate, l'assistant d'Albornoz, arriva avec lui.

## Premier mandat au gouvernement
En 1524, le gouverneur et capitaine général Cortés quitta Mexico pour le Honduras afin de marcher contre Cristóbal de Olid. Cortés avait initialement prévu qu'Albornoz l'accompagne dans cette expédition, mais en raison de la maladie de ce dernier, il resta à Mexico. Cortés confia alors le gouvernement à Estrada, Albornoz et Zuazo. Le transfert du pouvoir eut lieu le 12 octobre 1524. Ce triumvirat partagea le pouvoir avec l'ayuntamiento (gouvernement municipal). L'ayuntamiento était composé de partisans de Cortés, tandis qu'Estrada et Albornoz étaient ses ennemis. Cependant, étant donné que ces hommes détenaient des nominations royales indépendantes, Cortés avait peu de choix quant aux personnes à qui confier le pouvoir.
Les trois gouverneurs entrèrent rapidement en conflit. Ils furent près d'en venir aux armes pour la nomination d'un prévôt.
Ils gouvernèrent environ deux mois et demi, jusqu'au 29 décembre 1524. À cette date, avec l'accord de l'ayuntamiento (conseil municipal), Estrada et Albornoz furent remplacés par Gonzalo de Salazar et Pedro Almíndez Chirino. Zuazo conserva cependant son rôle au sein du gouvernement. Lors du départ de Cortés de Mexico, Salazar et Almíndez l'avaient accompagné jusqu'à Coatzacoalcos. Ils profitèrent de cette occasion pour convaincre le conquérant qu'ils devaient être intégrés au gouvernement. Cortés les renvoya avec deux décrets. Le premier décret ordonnait qu'ils rejoignent le gouvernement déjà formé par Estrada, Albornoz et Zuazo, devenant ainsi ses quatrième et cinquième membres, sous réserve que les deux groupes puissent résoudre leurs différends. Le second décret stipulait qu'en cas de désaccord persistant, Salazar et Almíndez devaient remplacer Estrada et Albornoz et continuer de gouverner avec Zuazo.
À leur retour dans la capitale, Salazar et Almíndez supprimèrent le premier décret et ne firent connaître que le second, s’emparant ainsi du gouvernement.

## Deuxième mandat au gouvernement
Cependant, ils commirent l'erreur d'admettre la tromperie à certains amis. Cela provoqua un scandale, et le 17 février 1525, Estrada et Albornoz furent réintégrés dans le gouvernement, qui comprenait désormais les cinq hommes mentionnés par Cortés. Par ordre d'importance, il s'agissait de Salazar (factor), Almíndez (inspecteur), Estrada (trésorier), Albornoz (auditeur) et Zuazo (Justice Majeur).
Le conseil de gouvernement élargi fut mis en place par Zuazo, agissant en tant qu'arbitre sur la base du premier décret de Cortés. Cependant, les deux factions ne furent pas véritablement réconciliées. Estrada et Albornoz s'opposèrent à cet arrangement. Le 20 avril 1525, Salazar et Almíndez proclamèrent qu'aucun fonctionnaire ne devait reconnaître l'autorité d'Estrada et d'Albornoz, sous peine de 100 coups de fouet et de confiscation des biens. Cette proclamation fut signée par Zuazo, Cervantes, de la Torre, Sotomayor, Rodrigo de Paz (un parent et intendant de Cortés, ainsi qu'un membre de l'ayuntamiento), et le greffier Pérez.
Salazar et Almíndez évincèrent rapidement Zuazo et instaurèrent un gouvernement tyrannique et criminel.
Estrada et Albornoz quittèrent Mexico pour Medellín, mais avant d'avoir parcouru huit lieues, Almíndez envoya des hommes armés après eux et les captura. Albornoz fut emprisonné dans une forteresse, enchaîné. Salazar se tourna alors vers Rodrigo de Paz, qu'il fit torturer pour qu'il révèle l'emplacement du trésor de Cortés.

## Troisième mandat au gouvernement
Au début de 1526, un messager (Martín de Orantes ou Dorantes) de Cortés arriva à Mexico. Ses instructions étaient de remplacer Salazar et Almíndez dans le triumvirat dirigeant par Francisco de las Casas et Pedro de Alvarado. En l'absence ou en cas d'incapacité de Las Casas et Alvarado, Estrada et Albornoz étaient désignés comme remplaçants. Orantes entra secrètement dans la ville et entra en contact avec des membres de l'opposition.
Au matin du 28 janvier 1526, Orantes et d'autres opposants de Salazar et Almíndez quittèrent le couvent où ils séjournaient, marchèrent dans les rues en criant "Viva Cortés", arrêtèrent Salazar et réussirent à faire exécuter les ordres de Cortés par l'ayuntamiento. Estrada et Albornoz réintégrèrent le gouvernement, car Las Casas et Alvarado étaient absents. Almíndez fut arrêté plus tard à Tlaxcala, puis ramené à Mexico. Cette fois, Estrada et Albornoz gouvernèrent du 29 janvier 1526 au 24 juin 1526, soit un peu moins de six mois. Cortés revint et reprit le gouvernement brièvement le 25 juin 1526. Salazar et Almíndez ne revinrent jamais au gouvernement. Albornoz non plus, qui quitta bientôt pour retourner en Espagne.

## Son rapport à l'Empereur
Albornoz envoya une lettre de rapport à l'empereur Charles V, datée du 15 décembre 1525. La lettre comprenait un certain nombre d'observations et de recommandations.
- Il dénonça l'esclavage des indigènes : "[Cela] cause des ravages dans la terre, et les personnes qui pourraient être converties [au christianisme] seront perdues si cela n'est pas remédié rapidement... [C'est] une grande question de conscience." (La Couronne espagnole interdisait ou sévèrement restreignait l'esclavage des Indiens en 1523, 1526, 1528, 1530, 1534, 1542 (Lois Nouvelles), 1543, 1548, 1550, 1553, 1556, 1568, etc.). Albornoz ne recommanda cependant pas l'abolition complète de l'esclavage, et possédait en fait une licence pour importer 150 esclaves noirs.
- Il accusa Cortés d'avoir tué de nombreux indigènes.
- Il fit état de la situation de l'agriculture, des affaires, de l'Église et de l'administration dans la colonie.
- Il apporta un fort soutien à la christianisation des indigènes, affirmant qu'un seul converti parmi eux valait 50 missionnaires.
- Il rapporta l'apparition périodique de "commerçants lointains" dans des canoës creusés qui venaient échanger des "choses excellentes" contre des produits locaux dans le port de Zacatula, situé à l'embouchure du Río Balsas dans l'ouest du Mexique. (Ce fleuve forme la frontière entre les états mexicains actuels de Michoacán et de Guerrero.) Ces marchands demeuraient parfois dans la région pendant cinq ou six mois, jusqu'à ce que le temps favorable et la mer calme permettent un retour sécurisé dans leur patrie du sud. L'origine de ces commerçants n'est pas connue. Il est spéculé qu'ils venaient des domaines Incas en Amérique du Sud.

## Autres activités en Nouvelle-Espagne
Vers l'année 1529, il organisa, avec Pedro Moreno, des plantations de sucre et des moulins à Zempoala, près de Veracruz. C'est pour ce projet qu'il avait besoin des esclaves noirs.
Il conseilla vivement au roi de remplacer Cortés à la tête du gouvernement de la Nouvelle-Espagne. Il recommanda également que aucun navire quittant Séville pour Veracruz ne parte sans transporter diverses variétés de plantes utiles pour les Indes.
Sa maison, située au coin des rues 16 de Septiembre et 5 de Febrero à Mexico, était un bâtiment monumental de style éclectique. Elle a été transformée en le Gran Hotel de Mexico.